# 田川伸一郎
田川 伸一郎（たがわ しんいちろう）は、日本の教育者。千葉大学教育学部卒業。着任した千葉県内の公立小学校で吹奏楽部を創設又は引き継ぎ、すべての学校を文部科学大臣奨励賞（日本一）に導いた。退職した後、フリーのスクールバンドサポーターとして活動。

## 経歴[1]
- 東京都品川区立日野中学校、東京都立小山台高等学校で吹奏楽部（パーカッション担当）に所属。
- 千葉大学教育学部音楽科（声楽）卒業後、千葉市立犢橋小学校・千葉市立幸町第三小学校・市川市立大柏小学校・市川市立新浜小学校・市川市立真間小学校の在職したすべての学校で、吹奏楽部を創部、または継続指導し、5校すべてを「TBSこども音楽コンクール」「全国学校合奏コンクール」「日本管楽合奏コンテスト」で計14回の全国一位に導いた。
- 2010年3月、市川市立真間小学校を最後に教諭を退職した。
- 2010年4月から、フリーの「スクールバンドサポーター」として、小中高等学校のバンド活動を、顧問の先生や部員たちの願いや悩みに寄り添いながら、これまでのバンド指導の経験を生かしたアドバイスで支援している。
- 「東京ブラスコンコード」打楽器奏者として活動し、井上謹次・文子から多くの薫陶を受ける。
- 「日本管打・吹奏楽学会」会員
- 元AKB48の前田敦子を小学生時代に指導。

## 主な実績と楽曲[1]
- 千葉市立犢橋小学校時代（昭和55年〜昭和58年）
  1. 昭和56年　「フェスティーヴォ」（V.ネリベル作曲）　優秀賞＜TBSこども音楽コンクール成田地区大会＞
  2. 昭和57年　「アルメニアンダンスパートII」より第3楽章（アルフレッド・リード作曲）　優秀賞＜TBSこども音楽コンクール東日本大会＞
  3. 昭和58年　「吹奏楽のための第二組曲」より第2,4楽章（アルフレッド・リード作曲）　文部大臣奨励賞（全国第一位）

- 千葉市立幸町第三小学校時代（昭和59年〜平成3年）
  1. 昭和60年　「吹奏楽のための木挽歌」（小山清茂作曲）　＜全日本吹奏楽コンクール/TBSこども音楽コンクール全国大会出場＞
  2. 昭和61年　「大阪俗謡による幻想曲」（大栗裕作曲）　＜全日本吹奏楽コンクール/TBSこども音楽コンクール全国大会出場＞
  3. 昭和61年　「吹奏楽のための第二組曲」より第1,2,4楽章（アルフレッド・リード作曲）　＜全日本吹奏楽コンクール中学校の部招待演奏（全日本吹奏楽連盟推薦）/普門館＞
  4. 昭和62年　バレエ音楽「パリの喜び」（J.オッフェンバック作曲/小長谷宗一編曲）
  5. 昭和62年　「ロンドンデリーの歌」（イギリス民謡/大嶋和野編曲）　＜金管バンドフェスティバル出場＞
  6. 昭和63年　「アルメニアンダンスパートII」より第3楽章（アルフレッド・リード作曲）　文部大臣奨励賞（全国第一位）
  7. 平成元年　「吹奏楽のための抒情的『祭』」（伊藤康英作曲）　吹奏楽コンクール関東代表に選出されながら、諸事情で全国大会に出場できなかった。
  8. 平成2年　「メトセラII〜打楽器群と吹奏楽のために〜」（田中賢作曲）　＜全日本小学校バンドフェスティバル出場＞
  9. 平成3年　合唱奏「マイ・バラード」（松井孝夫作詞・作曲・後藤洋編曲）、「少年の日はいま」（しまなぎさ作詞・鈴木行一作曲・後藤洋編曲）、「思い出を心のささえに」（田川伸一郎作詞・宇川光男作曲・大嶋和野編曲）＜「国民文化祭'91」出場＞

- 市川市立大柏小学校時代（平成4年〜平成11年）
  1. 平成4年　バレエ音楽「ガイーヌ」より「クルド族の若者たちの踊り」「バラの娘たちの踊り」「収穫祭」（A.ハチャトゥリアン作曲）
  2. 平成5年　「紅炎の鳥」（田中賢作曲）
  3. 平成6年　吹奏楽のための「北海変奏曲」（伊藤康英作曲）
  4. 平成7年　「エル・カミーノ・レアル」（アルフレッド・リード作曲）
  5. 平成7年　「金管のための序曲」（金管八重奏）（F.フランク作曲）
  6. 平成8年　序曲「ピータールー」作品97（M.アーノルド作曲/近藤久敦編曲）
  7. 平成9年　交響詩「スパルタクス」（ヤン・ヴァン・デル・ロースト作曲）
  8. 平成10年　「伝説のアイルランド」（R.W.スミス作曲）
  9. 平成11年　「海の男たちの歌」（R.W.スミス作曲）

以上、平成5年〜平成11年まで、7年連続で、TBSこども音楽コンクールにおいて、「文部（科学）大臣奨励賞（全国第一位）」受賞。
平成7年は、TBSこども音楽コンクールの重奏部門でも、文部大臣奨励賞（全国第一位）を受賞。
なお、平成7年のTBSこども音楽コンクール全国大会では、審査員全員が満点を付けた演奏として知られている。異動１年目の平成4年も、吹奏楽コンクール全国大会、TBSこども音楽コンクール東日本優秀演奏発表会への出場をしている。
- 市川市立新浜小学校時代（平成12年〜平成18年）
  1. 平成12年　喜歌劇「メリー・ウィドウ」セレクション（レハール作曲/鈴木英二編曲）　＜TBSこども音楽コンクール全国大会出場＞
  2. 平成13年　「イーストコーストの風景」（N.ヘス作曲）　＜TBSこども音楽コンクール全国大会出場＞
  3. 平成14年　吹奏楽のための音詩「輝きの海へ」（八木澤教司作曲）　文部科学大臣奨励賞（全国第一位）
  4. 平成15年　吹奏楽のための詩曲「はてしなき大空への讃歌」（八木澤教司作曲）　＜TBSこども音楽コンクール東日本大会＞
  5. 平成16年　ミュージカル「ミス・サイゴン」より（C.M.シェーンベルグ作曲）　文部科学大臣奨励賞（全国第一位）
  6. 平成17年　「マゼランの未知なる大陸への挑戦」（樽屋雅徳作曲）　文部科学大臣奨励賞（全国第一位）
  7. 平成18年　「ノアの方舟」（樽屋雅徳作曲）　＜TBSこども音楽コンクール東日本大会＞

- 市川市立真間小学校時代（平成19年〜平成21年）
  1. 平成20年　「斑鳩の空」（櫛田胅之扶作曲）　最優秀グランプリ賞（全国第一位）　＜第14回 日本管楽合奏コンテスト全国大会＞
  2. 平成21年　吹奏楽のための叙事詩「ジャンヌ・ダルク」よりドンレミ村の情景　戦い　讃歌（坂井貴祐作曲）　＜第15回 日本管楽合奏コンテスト全国大会＞

## 音楽教育
- 既成の吹奏楽活動の形にとらわれず、合唱・ステージパフォーマンス・オリジナルミュージカルなど、自由な表現活動を取り入れて、幅広く豊かな表現力を持った子どもを育てる。
- 千葉市立幸町第三小学校在勤時に、金管バンドで出場した「ロンドンテリーの歌」でのステージパフォーマンスが、当時の教育関係者で話題になり、これ以降、子供たちの演奏に、ステージパフォーマンスを取り入れる学校が増えた。この映像を音楽関係者から、青梅市立霞台小学校在勤当時の合唱指導者前田美子に紹介され、これをきっかけとして両者の交流が始まっている。
- 「躾は厳しく、表現はのびのびと」を合言葉に、音楽指導はもとより、全人的な人間教育を目指した教育をしている[1]。
- 市川市立大柏小学校在勤時に、（株）教育芸術社発行の音楽教科書に準拠した教師用の指導用CDへの収録が行われた。平成27年度現在、「小学生の音楽5」の「大空がむかえる朝」（あだちやえ作詞　浦田健次郎作曲）と、「小学生の音楽6」の「さよなら友よ」（阪田寛夫作詞　黒沢吉徳作曲）の2曲が、田川伸一郎指揮・市川市立大柏小学校合唱部・小澁道子ピアノの演奏が各CDに収録され、全国に頒布されている。なお、「市川市立大柏小学校合唱部」という名称は便宜上の使用であり、実態は、田川伸一郎が指導していた吹奏楽部の児童による演奏である[2][3]。

- 作曲家に作品を委嘱することがあり、これまでに以下の作品が田川伸一郎によって委嘱され、指導する小学校の吹奏楽部によって世界初演がなされている。
  1. 吹奏楽のための音詩「輝きの海へ」八木澤教司・作曲（2002年4月）
  2. 吹奏楽のための詩曲「はてしなき大空への讃歌」八木澤教司・作曲（2003年）[4]
  3. 「ノアの方舟」樽屋雅徳・作曲（2006年）[5]

- また、教育現場に即した編曲や作曲をすることが多い作曲家・大嶋和野と共に作品を送り出す機会も多い。
  1. 音楽劇「王様の誕生日」　作詞：田川伸一郎　作曲：大嶋和野
  2. 同声二部合唱曲「今日の日をありがとう」 作詞：田川伸一郎 作曲：大嶋和野（1997年）[6]
  3. 吹奏楽曲「北の友へ」〜上磯小学校の仲間たちに贈る〜 作詞：田川伸一郎 作曲：大嶋和野[7]
  4. 音楽劇「あしたのきみに」　作詞：田川伸一郎　作曲：大嶋和野（1996年市川市立大柏小学校吹奏楽部定期演奏会で上映された）[8]

- スクールバンドサポーターとして依頼を受けて、現場の事情に合わせた吹奏楽のアレンジを行っており、出版社からも作品が出されている。
  1. 「舞踏組曲」　B.バルトーク作曲
  2. 「リシルド序曲」　G.パレス作曲
  3. サルスエラ「ルイス・アロンソの結婚」間奏曲　J.ヒメネス作曲
  4. 喜歌劇「スペードの女王」序曲　スッペ作曲
  5. 「シャンパン・ギャロップ」　ハンス・クリスチャン・ロンビ作曲
  6. 「芸術家の生涯」ヨハン・シュトラウス2世作曲